# Herrentierbach
Herrentierbach ist ein Dorf der Gemeinde Blaufelden im Landkreis Schwäbisch Hall im nordöstlichen Baden-Württemberg.

## Geographie
Herrentierbach liegt auf der Hohenloher Ebene etwa 7 km nordwestlich des Gemeindesitzes und etwa in der Mitte des Vierecks der Städte Bad Mergentheim, Rothenburg ob der Tauber, Crailsheim und Künzelsau. Das Dorf zieht sich in einer Höhe von etwa 435–465 m ü. NN vom Tal über den Hang bis zum linken Randhügel des Tierbachs hoch, der sich 2–3 km weiter bachabwärts im Norden mit dem Eselsbach zur Ette vereint.
Das Dorf hat ungefähr 400 Einwohner.

## Geschichte
Am Ort saßen die Herren von Tierbach, die die Burg Herrentierbach auf dem Hügel westlich des Tals erbauten. Sie wurde von den Rothenburgern im 14./15. Jahrhundert zerstört, so dass heute nur noch der Burggraben zu sehen ist. Zur früheren Gemeinde Herrentierbach gehörten neben dem Hauptort noch Alkertshausen, Geroldshausen, Kottmannsweiler und Simmetshausen.
Am 1. Januar 1975 wurde Herrentierbach nach Blaufelden eingemeindet.

## Veranstaltungen und Dorfleben
- Hinter dem Rathaus steht eine um 1990 zum Bürgerhaus umgebaute Scheune, die nicht nur von den Einwohnern, sondern auch von der Umgebung zu jeglicher Art von Festlichkeit (Hochzeit, Konfirmation, Kommunion etc.) genutzt wird.
- Alljährlich im Frühjahr findet eine Winterfeier statt.

## Persönlichkeiten
- Otto Wilhelm Betz (* 8. Juni 1917 in Herrentierbach; † 27. Mai 2005 in Tübingen), Theologe
- Julius von Jan (* 17. April 1897 in Schweindorf bei Neresheim; † 21. September 1964 in Korntal), Mitglied der Bekennenden Kirche und Verfolgter des Nationalsozialismus, trat 1925 in Herrentierbach seine erste Pfarrstelle an
- Gerda Zollmann (* 15. Februar 1956 in Bartenstein; † 10. April 2017 in Bad Mergentheim), erste Ortsvorsteherin in Herrentierbach